# 肥爪周二
肥爪 周二（ひづめ しゅうじ、1966年 - ）は、日本の日本語学者。東京大学教授。

## 経歴・人物
神奈川県生まれ。神奈川県立横浜翠嵐高等学校、東京大学文学部国語学科（1989年卒業）を経て、1993年に同大学院人文科学研究科博士課程を中退。1993年、明海大学外国語学部日本語学科専任講師に就任。1996年、茨城大学人文学部専任講師、1997年に同助教授を歴任。2003年、東京大学大学院人文社会系研究科・文学部助教授、2007年、同准教授を経て、2018年に同教授となる。
2019年、『日本語音節構造史の研究』で新村出賞受賞。

## 著書
- 『日本語音節構造史の研究』汲古書院 2019.1

### 共編著
- 『古典語研究の焦点 武蔵野書院創立90周年記念論集』月本雅幸, 藤井俊博共編. 武蔵野書院, 2010.1
- 『日本語史概説』 (日本語ライブラリー)沖森卓也編著, 陳力衛,山本真吾共著. 朝倉書店, 2010.
- 『漢語』 (日本語ライブラリー)沖森卓也共編著. 朝倉書店, 2017.1